# Marie Žofie z Ditrichštejna
Marie Žofie z Ditrichštejna (německy Maria Rosina Sophia von Dietrichstein, 11. července 1646 – 4. listopadu 1711) byla rakouská šlechtična z rodu Ditrichštejnů. Byla dvakrát provdaná, nejprve jako hraběnka z Pöttingu, podruhé z Lobkovic.

## Život
Narodila se jako pátý potomek a druhá dcera 2. knížete Maxmiliána z Ditrichštejna a Mikulova, a jeho druhé manželky Žofie Anežky z Mansfeldu, dcery Wolfganga III., hraběte z Mansfeld-Vorderort-Bornstädtu.

##### Manželství a potomstvo
Dne 16. dubna 1662 se Marie Žofie provdala za Františka Eusebia, hraběte z Pöttingu († 1678). Z jejich manželství se narodily tři děti: Maríu Inés, Franciscu Eusebiu a Maximiliana Adána. Všechny se narodily v Madridu, všechny však zemřely v dětství.
Dne 12. června 1681 se Marie Žofie podruhé provdala za hraběte Václava Ferdinanda Popela z Lobkovic (22. prosince 1654 – 8. října 1697). Měli spolu pět dětí, ale pouze dcera Eleonora Kateřina se dožila dospělosti, syn Leopold Josef zemřel ve 14 letech:
- Leopold Josef (17. ledna 1683 – 19. května 1707).
- Terezie Ludmila (23. ledna 1684 – 7. srpna 1684).
- Eleonora Kateřina Šarlota (1. dubna 1685 – 3. března 1712), provdaná 17. října 1703 za Filipa Hyacinta Josefa z Lobkovic.
- Ludvík Filip (12. srpna 1687 – 27. 12. 1687).
- Ferdinand (* / † 28. května 1689).

Marie Žofie zemřela ve věku 65 let. Byla pohřbena v pražské Loretě.